# Phylocentropus spiniger
Phylocentropus spiniger là một loài Trichoptera hóa thạch trong họ Dipseudopsidae.